# Vespertilio
Vespertilio es un género de murciélagos microquirópteros perteneciente a la familia Vespertilionidae. Este género, descrito por Carlos Linneo en 1758, comprende murciélagos que habitan principalmente en Europa y Asia, adaptándose a una variedad de hábitats, incluidos bosques, áreas urbanas y zonas agrícolas.

## Especies
Actualmente, se reconocen las siguientes especies en el género Vespertilio:
- Vespertilio murinus – conocido comúnmente como el murciélago ratonero patiblanco, distribuido desde Europa hasta Asia Central.
- Vespertilio sinensis – también llamado murciélago de cola larga chino, que habita en áreas de Asia Oriental, incluyendo China, Japón y Corea.

## Distribución y Hábitat
Las especies de Vespertilio se distribuyen ampliamente por Europa y Asia, ocupando desde zonas templadas hasta regiones más frías. Prefieren áreas abiertas cercanas a bosques y cuerpos de agua, aunque también se adaptan a ambientes urbanos. Son murciélagos de hábitos nocturnos e insectívoros, utilizando la ecolocación para cazar insectos en vuelo.

## Características
Los murciélagos de este género se caracterizan por su tamaño mediano y un pelaje denso y suave. Vespertilio murinus, en particular, es notable por sus orejas redondeadas y el contraste de color entre su vientre y el dorso. Estas especies son migratorias, especialmente en las regiones más frías de su rango de distribución, desplazándose hacia zonas más cálidas en invierno.

## Conservación
Ambas especies están clasificadas como de preocupación menor (LC) en la Lista Roja de la UICN, debido a su amplia distribución y adaptabilidad. Sin embargo, enfrentan amenazas locales como la pérdida de hábitat y la perturbación en sus lugares de refugio.